# Fraunhoferstraße (Munich)
La Fraunhoferstraße est une rue du centre-ville de Munich.

## Situation et accès
Située dans le quartier d'Isarvorstadt elle délimite le Gärtnerplatzviertel au nord et le Glockenbachviertel au sud.
Elle va de la Müllerstraße au pont Reichenbach au croisement avec l'Auenstraße. Elle porte le nom de l'opticien allemand et deuxième citoyen d'honneur de la ville, Joseph von Fraunhofer.
La Fraunhoferstraße est un axe de circulation d'importance urbaine qui relie l'Altstadtring au quartier d'Au de l'autre côté de l'Isar et continue par le Nockherberg jusqu'à Giesing. En raison de cette fonction de connexion, elle est fortement utilisée par le trafic de livraison.
Le tramway circule tout le long de la Fraunhoferstraße, avec un arrêt à l'intersection de la Baaderstraße et de la Reichenbachstraße. La ligne principale 2 du métro de Munich passe sous la rue avec la station de métro Fraunhoferstraße avec les entrées et les sorties à l'intersection avec les Klenzestraße et Reichenbachstraße et Baaderstraße.
Fin mai 2019, le conseil municipal de Munich décide à une courte majorité que les places de stationnement le long de la Fraunhoferstraße seront supprimées et remplacées par des pistes cyclables. Au cours de la première semaine d'août 2019, le projet est réalisé, la rue est débarrassée de tous les véhicules en stationnement. Enfin, les pistes cyclables sont balisées d'une surface rouge.

## Origine du nom
Elle est nommée en mémoire de Joseph von Fraunhofer. 

## Historique
La Fraunhoferstraße, anciennement appelé « Zum Stadtbleichanger », représente la plus ancienne liaison routière entre les quartiers centraux et les quartiers s'étendant à droite de l'Isar, porte son nom depuis 1830. 
La zone le long de ce qui est maintenant la Fraunhoferstraße était connue sous le nom de "Stadtbleichanger", parce qu'il y avait une blanchisserie. La Müllerstraße, plantée de peupliers sur toute sa longueur, borde les fortifications de la ville avec l'Angertor et deux bastions à l'avant comme cloison fortifiée, qui sont encore en grande partie conservés à cette époque. Le long de la Fraunhoferstraße elle-même, à la hauteur de l'ancien Coliseum, aujourd'hui la zone de la Kolosseumstraße, se trouve le moulin de broyage militaire, situé sur la Mahlmühlbach, connu sous le nom de "Mühle in der Sälbenau" depuis le XIVe siècle. L'hôpital militaire construit vers 1776 est au nord sur la Müllerstrasse. Le lieu deviendra la Luitpold-Gymnasium Platz. Le chemin vers l'Isar passe à travers champs et prairies par deux domaines idylliques, dont l'un, avec le beau jardin envahi par les arbres centenaires, est détruit pour la construction du bureau de poste en 1929. Non loin de là se trouvait également une fabrique de cuir. Deux ruisseaux, dont l'un connu sous le nom de Blererbach, auquel on pouvait accéder par des passerelles en bois, traversaient la zone. La construction du premier pont Reichenbach en 1842 n'augmente que lentement l'activité de construction sur la Fraunhoferstraße. Une photographie panoramique prise par Böttger en 1858 depuis le clocher de l'église Saint-Pierre ne montre que quelques nouveaux bâtiments dans la Fraunhoferstraße. Seulement 15 ans plus tard, le côté nord de la Fraunhoferstraße est déjà complètement construit, le côté sud a encore des prairies et des jardins ouverts. Dans les décennies suivantes, cependant, il y a beaucoup d'activités de construction au sud, comme la construction de bâtiments résidentiels et, entre autres, de l'ancienne Klenzeschule.

## Bâtiments remarquables et lieux de mémoire
Dans la Fraunhoferstraße, 22 bâtiments sont classés monuments. Du côté nord, de la maison numéro 3 à la maison numéro 21, tous les bâtiments sont systématiquement classés monuments historiques. La maison numéro 9 abrite le Gaststätte Fraunhofer avec le Theater im Fraunhofer et le Werkstattkino.